# Ceridwen Fraser
Pour les articles homonymes, voir Fraser.
Ceridwen Fraser (née en 1979) est une bio-géographe australienne, professeure agrégée de recherche au Département des sciences marines de l'Université d'Otago en Nouvelle-Zélande. Elle concentre ses études sur l'écologie, l'évolution, le changement climatique et leur importance pour l'hémisphère sud, en particulier à des latitudes plus élevées comme l'Antarctique.

## Jeunesse et carrière
À l'école primaire, Fraser avait un enseignant qui était biologiste marin et qui collectait des organismes de l'océan et les exposait dans un réservoir dans la salle de classe. Fraser était souvent distraite et étonnée par ces petits animaux, et à l'âge de 11 ans, Fraser savait qu'elle voulait devenir biologiste marine. Cependant, de nombreux adultes dans sa vie l'ont informée que ce serait un choix de carrière risqué, et donc son premier diplôme de premier cycle était dans les études de conservation (en) du matériel culturel, plus précisément la conservation du papier, à l'université de Canberra. Après avoir obtenu ce diplôme, Fraser a obtenu son deuxième diplôme de premier cycle en sciences marines à l'université Macquarie, après avoir été transférée de l'université James-Cook (parce qu'elle ne pouvait pas supporter le climat de Townsville). Après avoir obtenu son diplôme de l'Université Macquarie, Fraser a passé un an à étudier l'écologie des vers polychètes au Musée australien aux côtés de Pat Hutchings. Elle a obtenu son doctorat du département de zoologie de l'université d'Otago.
Fraser est devenue chargée de cours à l'université nationale australienne en 2012, où elle a travaillé et mené principalement ses recherches jusqu'en 2019. La même année, elle a reçu et profité de l'occasion pour déplacer son groupe de laboratoire et poursuivre ses recherches à l'Université d'Otago, où elle continue d'enseigner.

## Recherches
La recherche de Fraser s'est étendue à plusieurs parties différentes du monde. Après avoir obtenu son doctorat, Fraser a travaillé à deux endroits différents en tant que boursière postdoctorale. La première de ces occupations était à l'Université d'Otago avec le Centre Allan Wilson d'écologie moléculaire (en), et la seconde était située à l'Université libre de Bruxelles, en Belgique, avec le groupe de contrôle biologique et d'écologie spatiale de cette université. Avec ses diplômes de premier cycle et de doctorat, Fraser a concentré ses recherches sur la compréhension des modèles de biodiversité mondiale par le biais de la biologie moléculaire et des sciences de la Terre. Elle utilise ce domaine de recherche spécifique principalement aux hautes latitudes de l'hémisphère sud, et elle a exprimé un grand intérêt pour le continent de l'Antarctique non seulement en raison des découvertes scientifiques que l'on peut y faire, mais aussi des découvertes que l'on peut faire sur eux-mêmes.
Dans l'un des articles de recherche les plus cités de Fraser, elle et un groupe de scientifiques entreprennent de déduire en fin de compte dans quelle mesure les calottes glaciaires de l'hémisphère sud se sont étendues pendant le dernier maximum glaciaire (last glacial minimum, LGM) en examinant plusieurs types de bio-organismes, en particulier le varech du sud. En examinant les séquences d'ADN, Fraser et les autres ont découvert que la recolonisation des eaux de l'hémisphère sud par cette faune s'est produite plus récemment qu'on ne le pensait auparavant et qu'elle est observée à des latitudes plus basses qu'on ne le pensait à l'origine. Les scientifiques ont utilisé ces résultats pour conclure que les calottes glaciaires du LGM ont atteint des latitudes plus basses que ce que la communauté scientifique pensait auparavant. En d'autres termes, la quantité de glace a diminué encore plus depuis le LGM qu'on ne le pensait, indiquant un effet que le changement climatique a eu sur les niveaux de glace dans l'hémisphère sud. Plusieurs des articles les plus cités de Fraser traitent de sujets similaires, chacun apportant une contribution importante à la communauté scientifique.

## Prix et distinctions
Ceridwen Fraser a reçu plusieurs prix individuels qui sont décernés à de jeunes scientifiques ou à des scientifiques « en début de carrière ». Ces prix et reconnaissances comprennent :
- 2014 : ARC Discovery Début de carrière Carrière de recherche
- 2016 : Prix Scientifique de l'année ACT [4]
- 2018 : Médaille Fenner de l'Académie des sciences australienne
- 2018 : Rutherford Discovery Fellowship.
- 2019 : prix MacArthur & Wilson [2]

## Publications
Une petite liste de certains des travaux les plus cités de Fraser est ci-dessous :
- Fraser, Nikula et Waters, « Oceanic rafting by a coastal community », Proceedings of the Royal Society B: Biological Sciences, vol. 278, no 1706,‎ 7 mars 2011, p. 649–655 (PMID 20843850, PMCID 3030839, DOI 10.1098/rspb.2010.1117)
- Fraser, Nikula, Spencer et Waters, « Kelp genes reveal effects of subantarctic sea ice during the Last Glacial Maximum », Proceedings of the National Academy of Sciences, vol. 106, no 9,‎ 9 février 2009, p. 3249–3253 (PMID 19204277, PMCID 2651250, DOI 10.1073/pnas.0810635106)
- Fraser, Nikula, Ruzzante et Waters, « Poleward bound: biological impacts of Southern Hemisphere glaciation », Trends in Ecology & Evolution, vol. 27, no 8,‎ août 2012, p. 462–471 (PMID 22658874, DOI 10.1016/j.tree.2012.04.011, lire en ligne)
- Fraser, Thiel, Spencer et Waters, « Contemporary habitat discontinuity and historic glacial ice drive genetic divergence in Chilean kelp », BMC Evolutionary Biology, vol. 10, no 1,‎ 2010, p. 203 (PMID 20594354, PMCID 3020628, DOI 10.1186/1471-2148-10-203)
- Fraser, Terauds, Smellie et Convey, « Geothermal activity helps life survive glacial cycles », Proceedings of the National Academy of Sciences, vol. 111, no 15,‎ 10 mars 2014, p. 5634–5639 (PMID 24616489, PMCID 3992698, DOI 10.1073/pnas.1321437111, Bibcode 2014PNAS..111.5634F)